# Russ (Bas-Rhin)
Russ település Franciaországban, Bas-Rhin megyében. Lakosainak száma 1233 fő (2022. január 1.). Russ Barembach, Grendelbruch, Muhlbach-sur-Bruche, Schirmeck és Wisches községekkel határos.

## Népesség
A település népessége az elmúlt években az alábbi módon változott:
| Lakosok száma | 1282 | 1273 | 1279 | 1254 | 1244 | 1240 | 1241 | 1237 | 1233 |
|               | 2013 | 2015 | 2016 | 2017 | 2018 | 2019 | 2020 | 2021 | 2022 |